# Haakon (książę Norwegii)
Haakon, książę koronny Norwegii (nor. Haakon Magnus; ur. 20 lipca 1973 w Oslo) – książę koronny (następca tronu) Norwegii. Jest jedynym synem króla Norwegii, Haralda V, oraz jego żony, Sonji Haraldsen.
W 2001 roku ożenił się z  Mette-Marit Tjessem Høiby. Ma z nią dwoje dzieci – Ingrydę Aleksandrę (ur. 2004) i Sverre'a Magnusa (ur. 2005), którzy zajmują kolejno drugie i trzecie miejsce w linii sukcesji do norweskiego tronu. Haakon jest również ojczymem dla Mariusa, syna swojej żony z poprzedniego związku.

## Życiorys

### Narodziny i chrzest
Urodził się 20 lipca 1973 roku w Oslo. Jest jedynym synem króla Norwegii, Haralda V, oraz jego żony, Sonji Haraldsen. Otrzymał imiona Haakon Magnus. Pierwsze imię nosił jego wuj, najstarszy brat jego matki, Haakon Haraldsen (1921-2016). Imię to nosiło również siedmioro władców norweskich, między innymi jego pradziadek, Haakon VII, pierwszy przedstawiciel dynastii Glücksburgów na tronie Norwegii. Drugie imię, Magnus, nosiło natomiast sześcioro władców norweskich, między innymi Magnus I Dobry oraz Magnus VI Prawodawca. 
Został ochrzczony 20 września 1973 roku w kaplicy zamkowej Pałacu Królewskiego w Oslo. Jego rodzicami chrzestnymi zostali: jego dziadek, Olaf V (król Norwegii) i jego ciotka, Astryda (księżniczka Norwegii), a także: Karol Bernadotte (książę Östergötlandu), Karol XVI Gustaw (król Szwecji), Małgorzata II (królowa Danii) i Anna Mountbatten-Windsor (księżniczka królewska Wielkiej Brytanii). 
Haakon ma jedną starszą siostrę, Martę Ludwikę (ur. 1971). Mimo tego, że jest od niej młodszy – wyprzedza ją w linii sukcesji do norweskiego tronu i to najprawdopodobniej on zostanie w przyszłości norweskim monarchą, a nie jego starsza siostra. W 1990 roku konstytucja Norwegii została zmieniona w taki sposób, że pozwoliła kobietom dziedziczyć norweski tron. Zmiany te jednak – w przeciwieństwie do tego, jak zaszło to w sąsiedniej Szwecji – nie miały charakteru retroaktywnego. Haakon – mimo że młodszy od Marty Ludwiki – pozostał więc na swoim miejscu w linii sukcesji, natomiast stało się jasne, że w przypadku jego dzieci sytuacja będzie inna i jeżeli będzie miał kolejno córkę i syna, to jego następczynią zostanie dziewczynka, a nie – chłopiec.

### Następca tronu
W 1991 roku zmarł jego dziadek, Olaf V, a na tronie Norwegii zasiadł jego ojciec, Harald V. Haakon, ukończywszy zaledwie siedemnaście lat, stał się następcą tronu. Ukończył szkołę średnią w następnym roku, a następnie podjął decyzję o wstąpieniu do marynarki wojennej (Sjøforsvaret). W 1995 roku ukończył szkolenie na oficera marynarki w Norweskich Siłach Zbrojnych. Już rok później, w 1996 roku, rozpoczął studia licencjackie w zakresie nauk politycznych na Uniwersytecie Kalifornijskim w Berkeley, które ukończył trzy lata później, w 1999 roku. Następnie rozpoczął naukę na brytyjskiej uczelni – London School of Economics, gdzie w 2004 roku uzyskał tytuł magistra.  
12 lutego 1994 roku w trakcie ceremonii otwarcia Zimowych Igrzysk Olimpijskich w Lillehammer zapalił znicz olimpijski. 
Od 2003 roku jest Ambasadorem dobrej woli Programu Narodów Zjednoczonych ds. Rozwoju. 
Ze względu na kurację medyczną ojca pełnił funkcję regenta Norwegii od 25 listopada 2003 do 12 kwietnia 2004 i ponownie od 29 marca do 7 czerwca 2005. W 2011 w ramach cyklu Wykłady Kapuścińskiego wygłosił na Uniwersytecie Warszawskim wykład pt. Rozwój i godność ludzka. Od 2005 roku aktywnie uczestniczy w obradach Światowego Forum Ekonomicznego w Davos. W latach 2007–2008 objął patronat nad Międzynarodowym Rokiem Polarnym. W 2009 wspólnie z Wiktorią (księżniczką koronną Szwecji) i Fryderykiem (księciem koronnym Danii) napisał książkę Royal Polar Expedition, w której opisana została ich wspólna podróż na Grenlandię i Svalbard.

Od 15 listopada 2013 roku nosi tytuł admirała w marynarce wojennej oraz generała w armii norweskiej.

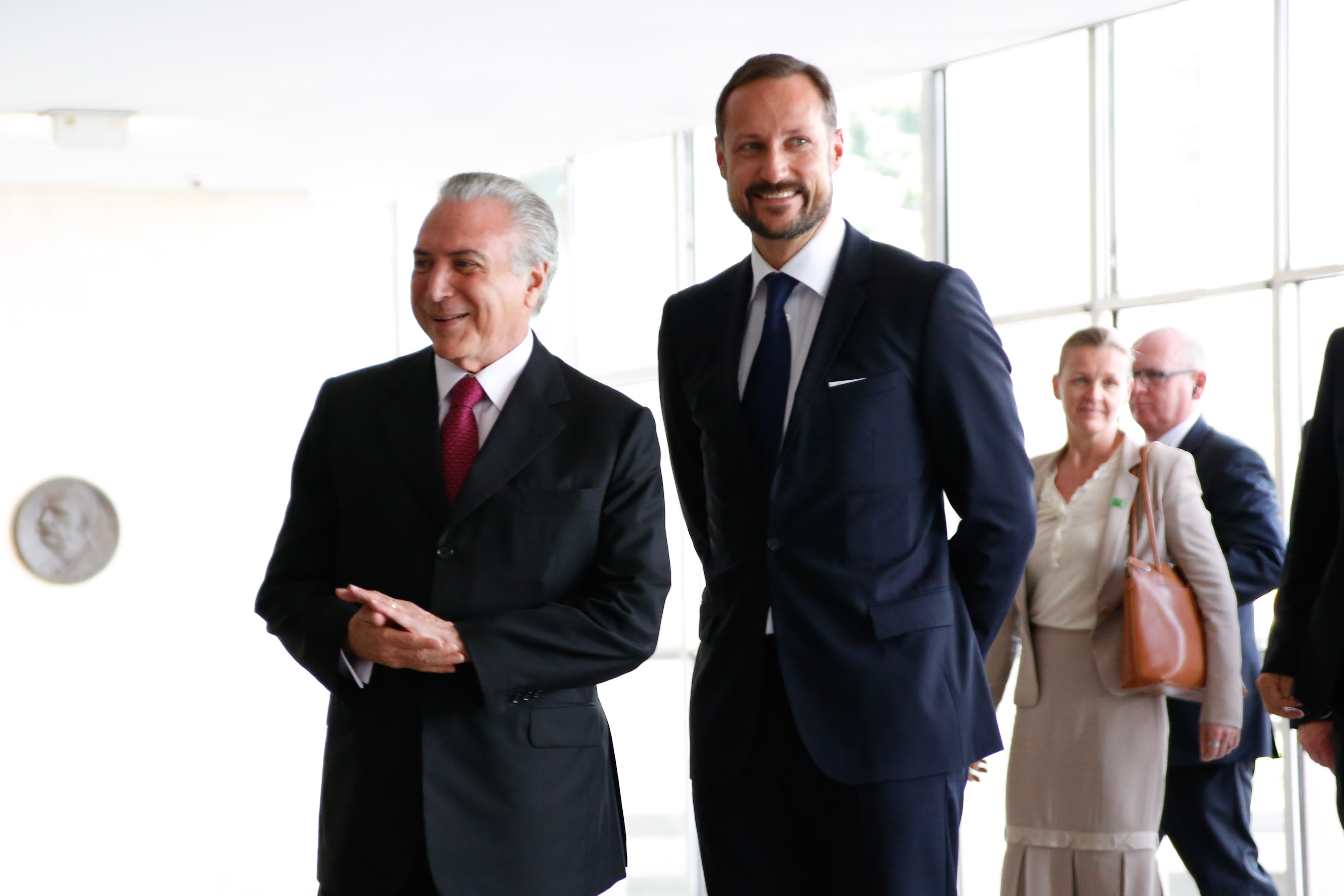
Haakon z ówczesnym brazylijskim wiceprezydentem, Michelem Temerem, w pałacu Itamaraty w Brazylii (2015)

Jego ojciec, w książce „Kongen forteller” (pol. „Król mówi”), odnosząc się do perspektywy objęcia tronu przez jego syna, stwierdził: „Będzie z nim dobrze, kiedy nadejdzie czas. Świadomość tego daje dobre uczucie. Jestem bardzo szczęśliwy, że to książę koronny Haakon jest przyszłością Norwegii”. Sam Haakon w 2020 roku udzielił wywiadu telewizji TV2, gdzie stwierdził, że nie czuje się jeszcze przygotowany do objęcia rządów. Opisał jednak swoje odczucia w związku ze swoim panowaniem w przyszłości: „Muszę to zrobić po swojemu. Nie mogę próbować być nikim innym niż sobą, wtedy będzie trochę łatwiej”. Haakon przyznał jednak, że ojciec bardzo pomaga mu w przygotowaniu się do roli króla: „Jest bardzo świadomy i bardzo dobrze widzi moją sytuację – aby ułatwić jej przebieg tak dobrze, jak to tylko możliwe”.
2 marca 2022 roku Haakon potępił inwazję Rosji na Ukrainę, w swoim przemówieniu dodał jednak, że zarówno Ukraińcy, jak i Rosjanie powinni czuć się w Norwegii bezpiecznie, podkreślając: „Ważne jest, abyśmy dbali o siebie nawzajem, chronili nasze człowieczeństwo i postrzegali ludzi takimi, jakimi są: ludźmi”. Książę koronny zintensyfikował ilość swoich wizyt w związku z wojną, odwiedził m.in. Cold Respons, ćwiczenia wojskowe 21 marca 2022 roku. W swoim przemówieniu, które wówczas wygłosił, podkreślił ogromną rolę, jaką odgrywa członkostwo Norwegii w NATO.

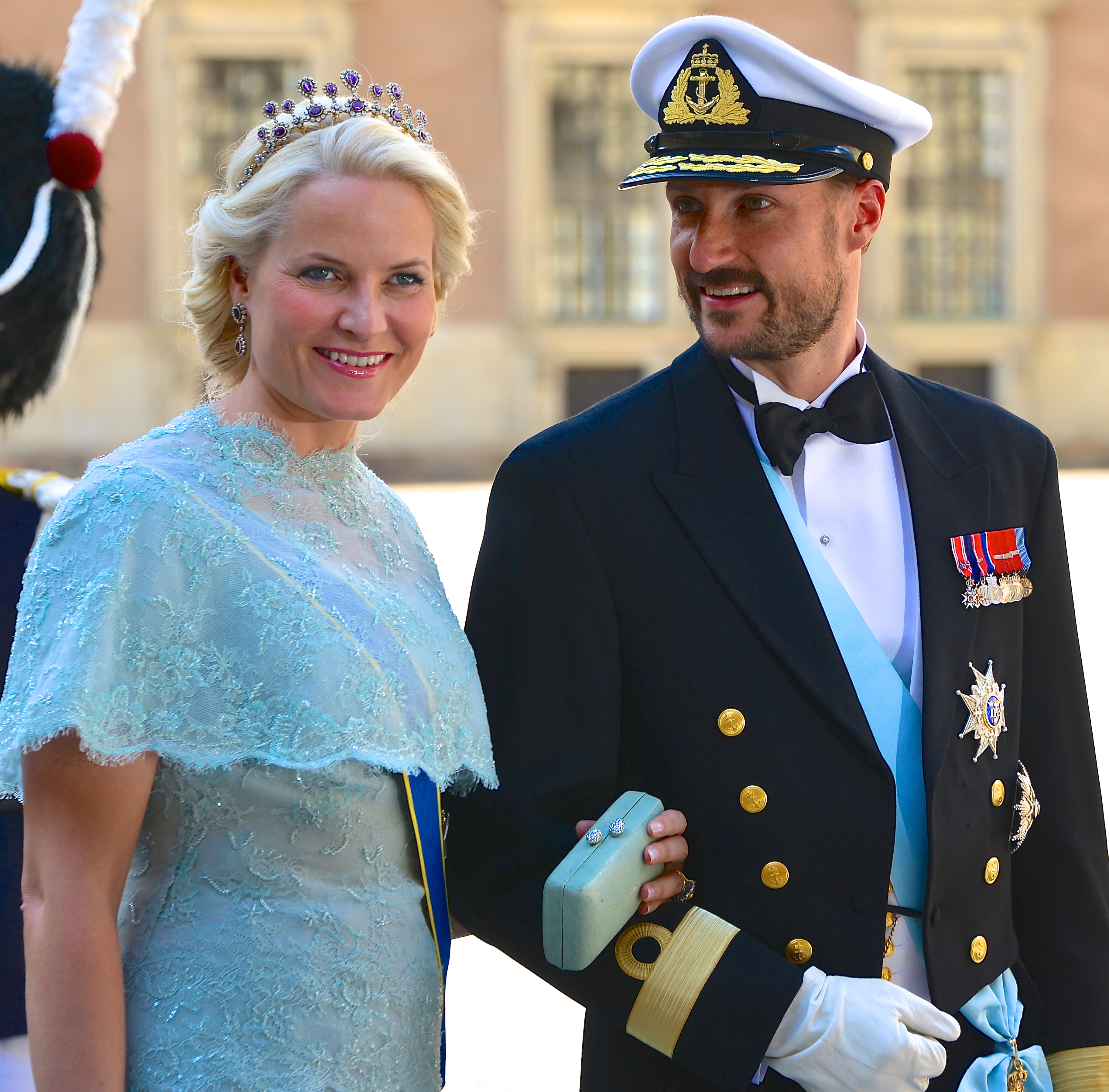
Haakon z żoną podczas ślubu księżniczki szwedzkiej, Magdaleny, z Christopherem O'Neillem (2013)

## Życie prywatne

### Małżeństwo i potomstwo
W 1999 roku poprzez wspólnych znajomych Haakon poznał Mette-Marit Tjessem Høiby. Kobieta pracowała jako kelnerka i miała nieślubnego syna, Mariusa, ze związku z byłym dilerem narkotyków. Para związała się ze sobą i zamieszkała razem, co wywołało oburzenie konserwatywnych przedstawicieli Kościoła Norwegii. Według The New York Times kontrowersyjny związek Haakona z Mette-Marit przyczynił się do tego, że poparcie dla monarchii jako instytucji osiągnęło w tym okresie rekordowo niski poziom. W mediach pojawiły się nawet doniesienia, że książę koronny miał być przekonywany do tego, żeby zrzec się tronu. 1 grudnia 2000 roku ogłoszono zaręczyny Haakona z Mette-Marit.
W sierpniu 2001 roku, na tydzień przed planowanym terminem ślubu, narzeczona następcy tronu zorganizowała konferencję prasową, w czasie której przyznała:  „Chciałabym skorzystać z okazji, aby powiedzieć, że potępiam narkotyki. Mam nadzieję, że nie będę musiała mówić więcej o mojej przeszłości i że prasa uszanuje to życzenie”. Według późniejszych sondaży aż 40% Norwegów stwierdziło, że dzięki konferencji prasowej mają lepsze zdanie o Mette-Marit.
25 sierpnia 2001 roku w katedrze w Oslo para wzięła ślub, a Mette-Marit stała się Jej Królewską Wysokością księżną koronną Norwegii. Oficjalną siedzibą pary został Skaugum.
Wraz z żoną Haakon ma dwoje dzieci:
- Ingryda Aleksandra (ur. 21 stycznia 2004 w Oslo).
- Sverre Magnus (ur. 3 grudnia 2005 w Oslo).

### Ojciec chrzestny
Wśród chrześniaków Haakona znajduje się prawdopodobnie dwóch przyszłych europejskich monarchów:
- Chrystian Glücksburg (ur. 2005; syn Fryderyka, księcia koronnego Danii)[26][27], książę Danii, hrabia Monpezat;
- Stella Bernadotte (ur. 2012; córka Wiktorii, księżniczki koronnej Szwecji)[28][29], księżniczka Szwecji, księżna Östergötlandu.

Haakon utrzymuje bardzo bliskie relacje z Wiktorią Bernadotte (księżniczką koronną Szwecji) oraz Fryderykiem X (królem Danii).

## Odznaczenia
Norweskie
- Krzyż Wielki Orderu św. Olafa (1991)
- Krzyż Wielki Norweskiego Orderu Zasługi
- Medal Norweskich Sił Zbrojnych z laurową gałązką (Forsvarsmedaljen)
- Medal pamiątkowy 100-lecia Domu Królewskiego
- Medal pamiątkowy 30 stycznia 1991 z okazji pogrzebu Króla Olafa V
- Medal pamiątkowy 25. rocznicy koronacji Króla Olafa V
- Medal pamiątkowy 100. rocznicy urodzin Króla Olafa V
- Medal Zasługi Marynarki Wojennej

Zagraniczne
- Wielka Gwiazda Odznaki Honorowej za Zasługi dla Republiki Austrii (2007)
- Krzyż Wielki Orderu Krzyża Południa (Brazylia)
- Order Stara Płanina I klasy (Bułgaria)
- Order Słonia (1991, Dania)
- Order Krzyża Ziemi Maryjnej I klasy (2002, Estonia)
- Order Gwiazdy Białej I klasy (2014, Estonia)
- Krzyż Wielki Orderu Białej Róży (Finlandia)
- Łańcuch Krzyża Wielkiego Orderu Białej Róży Finlandii (Finlandia, 2024)[32]
- Krzyż Wielki Orderu Karola III (2006, Hiszpania)
- Krzyż Wielki Orderu Oranje-Nassau (Holandia)
- Krzyż Wielki Orderu Sokoła Islandzkiego (Islandia, 2017)[33]
- Wielka Wstęga Najwyższego Orderu Chryzantemy (Japonia)
- Wielka Wstęga Orderu Odrodzenia (Jordania)
- Krzyż Wielki Orderu Zasługi Adolfa de Nassau (Luksemburg)
- Krzyż Wielki Orderu Trzech Gwiazd (2000, Łotwa)
- Krzyż Wielki Orderu Witolda Wielkiego (2011, Litwa)
- Krzyż Wielki Orderu Zasługi Rzeczypospolitej Polskiej (2003)[34]
- Krzyż Wielki Orderu Infanta Henryka (2004, Portugalia)[35]
- Krzyż Wielki Orderu Zasługi Republiki Federalnej Niemiec
- Order Serafinów (1993, Szwecja)
- Krzyż Wielki Orderu Zasługi Republiki Włoskiej (2004)
- Złoty Order za Zasługi (Słowenia, 2019)[36]

## Genealogia
| Prapradziadkowie                      | król Danii Fryderyk VIII Glücksburg (1843-1912) ∞1869 Luiza Bernadotte (1851-1926) | król Wielkiej Brytanii Edward VII Koburg (1841-1910) ∞1863 Aleksandra Glücksburg (1844-1925) | król Szwecji i Norwegii Oskar II Bernadotte (1829-1907) ∞1857 Zofia Wilhelmina Nassau (1836-1913) | król Danii Fryderyk VIII Glücksburg (1843-1912) ∞1869 Luiza Bernadotte (1851-1926) | Harald Gundersen Olsbrygge (1823-1873) ∞1846 Aslaug Kirstine Halvorsdatter (1823-1888) | Niels Nielsen (1828-) ∞1853 Hanna Hansdatter (1834-)                  | Ulrik Christophersen (1831-) ∞1857 Anne Sophie Johannesdatter (1833-)         | Johan Nicolay Hansen (1830-1889) ∞1855 Anne Gurine Bentzen (1831-)            |
| Pradziadkowie                         | król Norwegii Haakon VII (1872-1957) ∞ 1896 Maud Koburg (1869-1938)                | król Norwegii Haakon VII (1872-1957) ∞ 1896 Maud Koburg (1869-1938)                          | Karol Bernadotte (1861-1951) ∞ 1897 Ingeborga Glücksburg (1878-1958)                              | Karol Bernadotte (1861-1951) ∞ 1897 Ingeborga Glücksburg (1878-1958)               | Halvor Haraldsen (1854-1931) ∞1879 Karete Josefine Nilsen (1854-1939)                  | Halvor Haraldsen (1854-1931) ∞1879 Karete Josefine Nilsen (1854-1939) | Johan Christian Ulrichsen (1861-1950) ∞1887 Berntine Marie Hansen (1868-1958) | Johan Christian Ulrichsen (1861-1950) ∞1887 Berntine Marie Hansen (1868-1958) |
| Dziadkowie                            | król Norwegii Olaf V (1903-1991) ∞ 1929 Marta Bernadotte (1901–1954)               | król Norwegii Olaf V (1903-1991) ∞ 1929 Marta Bernadotte (1901–1954)                         | król Norwegii Olaf V (1903-1991) ∞ 1929 Marta Bernadotte (1901–1954)                              | król Norwegii Olaf V (1903-1991) ∞ 1929 Marta Bernadotte (1901–1954)               | Carl August Haralsen (1889-1959) ∞1920 Dagny Ulrichsen (1898-1994)                     | Carl August Haralsen (1889-1959) ∞1920 Dagny Ulrichsen (1898-1994)    | Carl August Haralsen (1889-1959) ∞1920 Dagny Ulrichsen (1898-1994)            | Carl August Haralsen (1889-1959) ∞1920 Dagny Ulrichsen (1898-1994)            |
| Rodzice                               | król Norwegii Harald V (ur. 1937) ∞1968 Sonja Haralsen (ur. 1937)                  | król Norwegii Harald V (ur. 1937) ∞1968 Sonja Haralsen (ur. 1937)                            | król Norwegii Harald V (ur. 1937) ∞1968 Sonja Haralsen (ur. 1937)                                 | król Norwegii Harald V (ur. 1937) ∞1968 Sonja Haralsen (ur. 1937)                  | król Norwegii Harald V (ur. 1937) ∞1968 Sonja Haralsen (ur. 1937)                      | król Norwegii Harald V (ur. 1937) ∞1968 Sonja Haralsen (ur. 1937)     | król Norwegii Harald V (ur. 1937) ∞1968 Sonja Haralsen (ur. 1937)             | król Norwegii Harald V (ur. 1937) ∞1968 Sonja Haralsen (ur. 1937)             |
| Haakon Glücksburg (ur. 20 lipca 1973) |                                                                                    |                                                                                              |                                                                                                   |                                                                                    |                                                                                        |                                                                       |                                                                               |                                                                               |